# Es war einmal … (Phrase)
Es war einmal ist eine typische Einleitungsphrase für Märchen, Sagen und ähnliche Erzählungen. Sie wird seit einigen Jahrhunderten benutzt und ist dadurch ein Kennzeichen für diese Textsorte geworden. Das Gegenstück dazu bildet oft die Schlussphrase „Und sie lebten vergnügt bis an ihr Ende“.

## Popularität
Populär wurde diese Phrase vor allem mit der Verbreitung der Märchen der Brüder Grimm und als deutsche Übersetzung der dänischen Phrase in Werken von Hans Christian Andersen. Sie wird sowohl in der geschriebenen Sprache als auch in der gesprochenen Sprache verwendet, heutzutage aber meist als archaisch empfunden.

## In anderen Sprachen
Dem Es war einmal entsprechende Phrasen gibt es auch in vielen anderen Sprachen. Teilweise handelt es sich um Übersetzungen anderssprachiger Werke, andere sind originär. Hier werden einige aufgelistet und gegebenenfalls übersetzt.
| Sprache                    | Einleitungsphrase                                                                                             | Übersetzung                                                                                | Schlussphrase                                                                                     | Übersetzung |
| -------------------------- | --- | ------------------------------------------------------------------------------------------ | ------------------------------------------------------------------------------------------------- | --- |
| Afrikaans                  | Eendag, lank gelede…                                                                                          | Eines Tages, vor langer Zeit                                                               |                                                                                                   | |
| Alemannisch                | Äs isch emou … gsy am Beispiel Berndeutsch                                                                    | Es ist einmal … gewesen                                                                    | U we si nid gschtorbe sy, de läbe si no hüt                                                       | Und wenn sie nicht gestorben sind, dann leben sie noch heute |
| Algerisch                  | Hajitek ma jitek                                                                                              | Ich habe dir gesagt, was kommen würde                                                      |                                                                                                   | |
| Arabisch                   | kāna yā mā kāna fī qadīmi z-zamān wa-sālifi l-ʿaṣri wa-lʾawāni كان يامكان،في قديم الزمان، وسالف العصر والأوان | Es war, oh, was damals war (oder nicht war) in den ältesten Tagen und Jahren und Zeiten …  | توتة توتة، خلصت الحتوتة. حلوة ولا فتفوتة؟                                                         | Tuteh tuteh(hat keine Bedeutung aber dient dem Reim), die Geschichte ist vorbei. Ist sie schön oder doch sehr winzig?                                                                           |
| Chinesisch                 | 很久, 很久以前                                                                                                | Vor langer, langer Zeit                                                                    | 他們從此過著幸福快樂的日子                                                                        | Und sie lebten von da an glücklich |
| Dänisch                    | Der var engang                                                                                                | Es war einmal                                                                              | Og de levede lykkeligt, til deres dages ende                                                      | Und sie lebten glücklich, bis ans Ende ihrer Tage |
| Ekoti (Mosambik, Bantu)    | Rakú z'éepo waarí-vó oswááipu nwúlw'eéne saána                                                                | Vor einiger Zeit gab es eine wahrhaft große Freundschaft                                   |                                                                                                   | |
| Englisch                   | Once upon a time                                                                                              | Einst, vor einer Zeit                                                                      | And they all lived happily ever after                                                             | Und sie lebten glücklich seit diesem Tage |
| Finnisch                   | Olipa kerran                                                                                                  | Es war einmal                                                                              |                                                                                                   | |
| Französisch                | Il était une fois                                                                                             | Es war einmal                                                                              | et se marièrent et eurent beaucoup d’enfants                                                      | Und sie heirateten und hatten viele Kinder |
| Georgisch                  | Iko da ara iko ra, iko                                                                                        | Es war, es war nicht, es war                                                               |                                                                                                   | |
| Goemai (Nigeria)           | |                                                                                            | Tamtis noe lat / dok ba muaan yi wa                                                               | Meine Geschichte war vorbei, ist zurückgekehrt und nach Hause gekommen |
| Griechisch                 | Mia forá ki énan keró Μια φορά κι έναν καιρό                                                                  | Einst, in einer anderen Zeit                                                               | Ki ézisan afti kalá ki emis kalýtera Κι έζησαν αυτοί καλά κι εμείς καλύτερα                       | Und sie lebten gut, und wir besser |
| Hebräisch                  | Hayo hayah pa'am היו היה פעם                                                                                  | Einst gab es eine Zeit                                                                     |                                                                                                   | |
| Hindi                      | किसी ज़माने में oder बहुत पुरानी बात है                                                                                    | In einer Ära oder Es ist eine alte Geschichte                                              |                                                                                                   | |
| Indonesisch                | Pada suatu hari                                                                                               | Eines Tages                                                                                |                                                                                                   | |
| Iraqw (Kenia, kuschitisch) | tokaro-yâ Kar aníng te-'ée' to-ká a inhláw ar aakó doo-rén ni alki'-a i tí:                                   | Einst, vor einer Zeit Ich erinnere mich an etwas, was unser Vater mir erzählte, es lautet: | aa fák a-n ti'itá-r akóo doo-rén na alki'íit                                                      | Es ist vorbei Dies ist die Geschichte, die unser Vater uns erzählte |
| Italienisch                | C'era una volta                                                                                               | Es war einmal                                                                              | e vissero tutti felici e contenti                                                                 | und alle lebten glücklich und zufrieden |
| Japanisch                  | Mukashi mukashi (昔々/昔昔) oder Ima wa mukashi (今は昔)                                                      | Vor langer, langer Zeit oder Vor langer Zeit                                               | medetashi medetashi (めでたしめでたし)                                                            | so glücklich, so glücklich |
| Katalanisch                | Hi havia/això era una vegada Temps era temps                                                                  | Es war eine Zeit Zeit war Zeit                                                             |                                                                                                   | |
| Koreanisch                 | Yet-nal Yet-jeok-e (옛날옛적에)                                                                               | Einst, vor einer Zeit                                                                      |                                                                                                   | |
| Kroatisch                  | Jednom davno …                                                                                                | Einst, vor langer Zeit                                                                     | i živjeli su sretno do kraja života                                                               | und sie lebten glücklich bis an das Lebensende |
| Lettisch                   | Reiz sen senos laikos                                                                                         | Einst, vor Langem, in längst vergangenen Zeiten                                            |                                                                                                   | |
| Luxemburgisch              | Et wor eemol, viru laanger Zäit …                                                                             | Es war einmal, vor langer Zeit …                                                           | A wa se net gestuerwe sinn, da liewe se och nach haut                                             | Und wenn sie nicht gestorben sind, dann leben sie auch noch heut’ |
| Niederländisch             | Er was eens                                                                                                   | Es war einmal                                                                              | En ze leefden nog lang en gelukkig                                                                | Und sie lebten noch lange und glücklich |
| Norwegisch                 | Det var en gang                                                                                               | Es war einmal                                                                              | Og så levde de lykkelig alle sine dager                                                           | Und dann lebten sie glücklich an allen ihren Tagen |
| Polnisch                   | Był/Była/Było sobie raz oder Dawno dawno temu                                                                 | Er/Sie/Es war einmal oder Vor langer langer Zeit                                           | I żyli długo i szczęśliwie                                                                        | Und sie lebten lange und glücklich |
| Persisch                   | Yek-i bud, yek-i nabud (یکی بود یکی نبود)                                                                     | Einen gab es, einen gab es nicht oder Es war einer, es war keiner                          |                                                                                                   | |
| Portugiesisch              | Era uma vez                                                                                                   | Es war einmal                                                                              | E viveram felizes para sempre …                                                                   | Und sie lebten glücklich und zufrieden …/Und sie lebten glücklich bis ans Ende … |
| Romani                     | Sas pe thai nas pe ...                                                                                        | Es war, und es war nicht                                                                   |                                                                                                   | |
| Rumänisch                  | A fost odată, ca niciodată …                                                                                  | Es war einmal, wie nie                                                                     | Și au trăit fericiți până la adânci bătrâneți …                                                   | Und sie lebten glücklich bis ans Ende ihrer Tage. |
| Russisch                   | Schil byl/Zhil bwil (Жил-был) Schila byla/Zhila bwila (жила-была) Schili byli/Zhili bwili (жили-были)         | Es lebte und war (ein Mann) Es lebte und war (eine Frau) Es lebten und waren               | И жили они долго и счастливо                                                                      | Und sie lebten lang und glücklich |
| Schwedisch                 | Det var en gång                                                                                               | Es war einmal                                                                              | Och så levde de lyckliga i alla sina dagar                                                        | Und dann lebten sie glücklich in allen ihren Tagen |
| Slowakisch                 | Kde bolo, tam bolo                                                                                            | Wo war, dort war                                                                           |                                                                                                   | |
| Slowenisch                 | Nekoč pred davnimi časi                                                                                       | Einst vor langer Zeit                                                                      |                                                                                                   | |
| Spanisch                   | Érase/Había una vez                                                                                           | Es war einmal                                                                              | Y vivieron felices y comieron perdices oder Y colorín colorado, este cuento se ha acabado …       | Und sie lebten glücklich und aßen Rebhuhn oder Und colorin, colorado, diese Geschichte ist zu Ende gegangen …                                                                                   |
| Sanskrit                   | Pūrākāle (पुराकाले) oder Kadājit (कदाचित्)                                                                           | In vergangener Zeit oder Einst, vor einer Zeit                                             |                                                                                                   | |
| Tagalog                    | Noong unang panahon                                                                                           | Zur Urzeit                                                                                 |                                                                                                   | |
| Thai                       | กาลครั้งหนึ่งนานมาแล้ว (gaan kráng nèung naan maa láew)                                                            | Einst vor langer Zeit                                                                      | แล้วทุกคนก็อยู่ด้วยกันอย่างมีความสุขตลอดไป (láew túk kon gôr yòo dûay gan yàang mee kwaam sùk dtà-lòt bpai) | Und sie lebten für immer glücklich |
| Tschechisch                | Bylo nebylo                                                                                                   | Es war, es war nicht                                                                       | ...a zazvonil zvonec a pohadky je konec / a pokud neumreli, ziji spolu dodnes.                    | ...und es ertönte die Glocke und das Märchen ist zu Ende / und falls sie nicht gestorben sind, leben sie noch heute.                                                                            |
| Türkisch                   | Bir varmış bir yokmuş oder Bir zamanlar …mış. oder Evvel zaman içinde, kalbur saman içinde                    | Es war eins, es war keins oder Es war einmal oder In alten Zeiten, Sieb in Stroh           | Gökten üç elma düşmüş: biri …, biri …, biri … oder … ve sonsuza kadar mutlu yaşamışlar            | Da fielen drei Äpfel vom Himmel; einer auf … [Name des Erzählers], einer auf … [Name des Zuhörers] und einer auf … [Name der Märchenfigur] oder … und sie lebten glücklich bis in alle Ewigkeit |
| Ungarisch                  | Egyszer volt, hol nem volt, volt egyszer egy                                                                  | Einst gab es, als es nicht gab, gab es                                                     | Boldogan éltek, amíg meg nem haltak                                                               | Sie lebten glücklich, bis sie nicht gestorben sind |